# Volta a Catalunya de 1979
La Volta a Catalunya de 1979 va ser 59a edició de la Volta Ciclista a Catalunya. Es disputà en 7 etapes del 5 al 12 de setembre de 1979 amb un total de 1257,0 km. El vencedor final fou l'alfafarenc Vicent Belda de l'equip Transmallorca-Flavia per davant de Pere Vilardebó del Kas-Campagnolo, i de Christian Jourdan del La Redoute-Motobécane.
La segona i la setena etapes estaves dividides en dos sectors. Hi havia dos contrarellotges individuals, una al Pròleg de Sitges i l'altra al primer sector de la setena l'etapa.
Vicent Belda guanyava la "Volta" gràcies a la dura etapa de Coll de Pal. La diferència al final va ser una de les més petites de tota la història de la "Volta".

## Etapes
| Etapa  | Data           | Ciutats d'etapa                        | km    | Vencedor de l'etapa    | Líder de la general |
| ------ | -------------- | -------------------------------------- | ----- | ---------------------- | ------------------- |
| Pròleg | 5 de setembre  | Sitges – Sitges (CRI)                  | 4,2   | Giuseppe Saronni       | Giuseppe Saronni    |
| 1a     | 6 de setembre  | Sitges – El Vendrell                   | 182,9 | Pere Vilardebó         | Giuseppe Saronni    |
| 2a A   | 7 de setembre  | El Vendrell – Barcelona                | 80,1  | Ottavio Crepaldi       | Eulalio García      |
| 2a B   | 7 de setembre  | Premià de Dalt – La Garriga            | 87,8  | Giuseppe Saronni       | Eulalio García      |
| 3a     | 8 de setembre  | La Garriga - Manresa                   | 161,9 | José Luis López Cerrón | Eulalio García      |
| 4a     | 9 de setembre  | Àger - Estany de Sant Maurici (Espot)  | 198,8 | Josef Fuchs            | Ángel Arroyo        |
| 5a     | 10 de setembre | La Pobla de Segur - Coll de Pal (Bagà) | 206,7 | Ricardo Zúñiga         | Vicent Belda        |
| 6a     | 11 de setembre | Bagà – Alt del Mas Nou                 | 170,2 | Christian Jourdan      | Vicent Belda        |
| 7a A   | 12 de setembre | Platja d'Aro – Tossa de Mar (CRI)      | 28,2  | Lucien Van Impe        | Vicent Belda        |
| 7a B   | 12 de setembre | Tossa de Mar – Sitges                  | 136,2 | Jesús Suárez Cueva     | Vicent Belda        |

### Pròleg
05-09-1979: Sitges – Sitges, 4,2 km. (CRI):
|   | Ciclista         | Equip          | Temps  |
| - | ---------------- | -------------- | ------ |
| 1 | Giuseppe Saronni | Scic-Botecchia | 5' 16" |
| 2 | Roy Schuiten     | Scic-Botecchia | + 09"  |
| 3 | Eulalio García   | Teka           | m. t.  |

|   | Ciclista         | Equip          | Temps  |
| - | ---------------- | -------------- | ------ |
| 1 | Giuseppe Saronni | Scic-Botecchia | 5' 16" |
| 2 | Roy Schuiten     | Scic-Botecchia | + 09"  |
| 3 | Eulalio García   | Teka           | m. t.  |

### 1a etapa
06-09-1979: Sitges – El Vendrell, 182,9:
|   | Ciclista         | Equip          | Temps      |
| - | ---------------- | -------------- | ---------- |
| 1 | Pere Vilardebó   | Kas-Campagnolo | 4h 53' 33" |
| 2 | Giuseppe Saronni | Scic-Botecchia | m. t.      |
| 3 | Roy Schuiten     | Scic-Botecchia | m. t.      |

|   | Ciclista         | Equip          | Temps      |
| - | ---------------- | -------------- | ---------- |
| 1 | Giuseppe Saronni | Scic-Botecchia | 4h 58' 49" |
| 2 | Roy Schuiten     | Scic-Botecchia | + 09"      |
| 3 | Eulalio García   | Teka           | m. t.      |

### 2a etapa A
07-09-1979: El Vendrell – Barcelona, 80,1 km.:
| Resultat de la 2a etapa \| \| Ciclista \| Equip \| Temps \| \| - \| ----------------- \| ----------------- \| ---------- \| \| 1 \| Ottavio Crepaldi \| Scic-Botecchia \| 2h 07' 44" \| \| 2 \| Isidro Juárez \| Manzaneque CR-Tam \| + 17" \| \| 3 \| Miguel María Lasa \| Moliner-Vereco \| + 18" \| |                   |                   |            |
| | Ciclista          | Equip             | Temps      |
| 1 | Ottavio Crepaldi  | Scic-Botecchia    | 2h 07' 44" |
| 2 | Isidro Juárez     | Manzaneque CR-Tam | + 17"      |
| 3 | Miguel María Lasa | Moliner-Vereco    | + 18"      |

### 2a etapa B
07-09-1979: Premià de Dalt – La Garriga, 87,8 km.:
|   | Ciclista         | Equip          | Temps      |
| - | ---------------- | -------------- | ---------- |
| 1 | Giuseppe Saronni | Scic-Botecchia | 2h 15' 18" |
| 2 | Eulalio García   | Teka           | m. t.      |
| 3 | Lucien Van Impe  | Kas-Campagnolo | m. t.      |

|   | Ciclista          | Equip          | Temps      |
| - | ----------------- | -------------- | ---------- |
| 1 | Eulalio García    | Teka           | 9h 22' 18" |
| 2 | Lucien Van Impe   | Kas-Campagnolo | + 04"      |
| 3 | Miguel María Lasa | Moliner-Vereco | + 13"      |

### 3a etapa
08-09-1979: La Garriga - Manresa, 161,9 km.:
|   | Ciclista               | Equip          | Temps      |
| - | ---------------------- | -------------- | ---------- |
| 1 | José Luis López Cerrón | Moliner-Vereco | 4h 34' 15" |
| 2 | Juan Fernández         | Kas-Campagnolo | + 1' 39"   |
| 3 | Giuseppe Saronni       | Scic-Botecchia | m. t.      |

|   | Ciclista          | Equip          | Temps       |
| - | ----------------- | -------------- | ----------- |
| 1 | Eulalio García    | Teka           | 14h 08' 14" |
| 2 | Lucien Van Impe   | Kas-Campagnolo | + 04"       |
| 3 | Miguel María Lasa | Moliner-Vereco | + 13"       |

### 4a etapa
09-09-1979: Àger - Estany de Sant Maurici (Espot), 198,8 km.:
|   | Ciclista       | Equip          | Temps      |
| - | -------------- | -------------- | ---------- |
| 1 | Josef Fuchs    | Scic-Botecchia | 6h 03' 16" |
| 2 | Pere Vilardebó | Kas-Campagnolo | + 5' 40"   |
| 3 | Ángel Arroyo   | Moliner-Vereco | + 6' 19"   |

|   | Ciclista       | Equip                | Temps       |
| - | -------------- | -------------------- | ----------- |
| 1 | Ángel Arroyo   | Moliner-Vereco       | 20h 19' 17" |
| 2 | Vicent Belda   | Transmallorca-Flavia | + 1' 10"    |
| 3 | Pere Vilardebó | Kas-Campagnolo       | + 2' 15"    |

### 5a etapa
10-09-1979: La Pobla de Segur - Coll de Pal (Bagà), 206,7 km. :
|   | Ciclista              | Equip                 | Temps      |
| - | --------------------- | --------------------- | ---------- |
| 1 | Ricardo Zúñiga        | Manzaneque CR-Tam     | 6h 59' 43" |
| 2 | Pedro Torres          | Transmallorca-Flavia  | + 25"      |
| 3 | Didier Vanoverschelde | La Redoute-Motobécane | + 2' 29"   |

|   | Ciclista       | Equip                | Temps       |
| - | -------------- | -------------------- | ----------- |
| 1 | Vicent Belda   | Transmallorca-Flavia | 27h 24' 24" |
| 2 | Pedro Torres   | Transmallorca-Flavia | + 32"       |
| 3 | Pere Vilardebó | Kas-Campagnolo       | + 1' 04"    |

### 6a etapa
11-09-1979: Bagà – Alt del Mas Nou, 170,2 km.:
|   | Ciclista           | Equip                 | Temps      |
| - | ------------------ | --------------------- | ---------- |
| 1 | Christian Jourdan  | La Redoute-Motobécane | 4h 20' 47" |
| 2 | Mariano Martínez   | La Redoute-Motobécane | + 7' 23"   |
| 3 | Jesús Suárez Cueva | Kas-Campagnolo        | + 8' 13"   |

|   | Ciclista          | Equip                 | Temps       |
| - | ----------------- | --------------------- | ----------- |
| 1 | Vicent Belda      | Transmallorca-Flavia  | 31h 58' 51" |
| 2 | Christian Jourdan | La Redoute-Motobécane | + 18"       |
| 3 | Pedro Torres      | Transmallorca-Flavia  | + 1' 01"    |

### 7a etapa A
12-09-1980: Platja d'Aro – Tossa de Mar, 28,2 km. (CRI):
| Resultat de la 7a etapa A \| \| Ciclista \| Equip \| Temps \| \| - \| ---------------- \| ----------------- \| -------- \| \| 1 \| Lucien Van Impe \| Kas-Campagnolo \| 42' 18" \| \| 2 \| Pere Vilardebó \| Kas-Campagnolo \| + 1' 02" \| \| 3 \| Jesús Manzaneque \| Manzaneque CR-Tam \| + 1' 34" \| |                  |                   |          |
| | Ciclista         | Equip             | Temps    |
| 1 | Lucien Van Impe  | Kas-Campagnolo    | 42' 18"  |
| 2 | Pere Vilardebó   | Kas-Campagnolo    | + 1' 02" |
| 3 | Jesús Manzaneque | Manzaneque CR-Tam | + 1' 34" |

### 7a etapa B
12-09-1979: Tossa de Mar – Sitges, 136,2 km.:
|   | Ciclista           | Equip                 | Temps      |
| - | ------------------ | --------------------- | ---------- |
| 1 | Jesús Suárez Cueva | Kas-Campagnolo        | 3h 15' 29" |
| 2 | Christian Muselet  | La Redoute-Motobécane | m. t.      |
| 3 | Juan Fernández     | Kas-Campagnolo        | m. t.      |

|   | Ciclista          | Equip                 | Temps       |
| - | ----------------- | --------------------- | ----------- |
| 1 | Vicent Belda      | Transmallorca-Flavia  | 35h 58' 45" |
| 2 | Pere Vilardebó    | Kas-Campagnolo        | + 02"       |
| 3 | Christian Jourdan | La Redoute-Motobécane | + 09"       |

## Classificació General
|    | Ciclista          | Equip                 | Temps       |
| -- | ----------------- | --------------------- | ----------- |
| 1  | Vicent Belda      | Transmallorca-Flavia  | 35h 58' 45" |
| 2  | Pere Vilardebó    | Kas-Campagnolo        | + 02"       |
| 3  | Christian Jourdan | La Redoute-Motobécane | + 09"       |
| 4  | Pedro Torres      | Transmallorca-Flavia  | + 1' 01"    |
| 5  | Josef Fuchs       | Scic-Botecchia        | + 2' 28"    |
| 6  | Lucien Van Impe   | Kas-Campagnolo        | + 2' 36"    |
| 7  | Jordi Fortià      | Novostil-Helios       | + 8' 18"    |
| 8  | Ángel Arroyo      | Moliner-Vereco        | + 9' 13"    |
| 9  | Manuel Esparza    | Teka                  | + 10' 38"   |
| 10 | Ricardo Zúñiga    | Manzaneque CR-Tam     | + 11' 50"   |

## Classificacions secundàries
|   | Ciclista       | Equip                | Punts    |
| - | -------------- | -------------------- | -------- |
| 1 | Manuel Esparza | Teka                 | 41 punts |
| 2 | Ricardo Zúñiga | Manzaneque CR-Tam    | 38 punts |
| 3 | Pedro Torres   | Transmallorca-Flavia | 29 punts |

|   | Ciclista              | Equip                 | Punts    |
| - | --------------------- | --------------------- | -------- |
| 1 | Christian Muselet     | La Redoute-Motobécane | 40 punts |
| 2 | Christian Jourdan     | La Redoute-Motobécane | 19 punts |
| 3 | Didier Vanoverschelde | La Redoute-Motobécane | 17 punts |

|   | Ciclista           | Equip          | Punts      |
| - | ------------------ | -------------- | ---------- |
| 1 | Pere Vilardebó     | Kas-Campagnolo | 36,5 punts |
| 2 | Lucien Van Impe    | Kas-Campagnolo | 28,5 punts |
| 3 | Jesús Suárez Cueva | Kas-Campagnolo | 26,5 punts |

|   | Equip                 | Nacionalitat | Temps        |
| - | --------------------- | ------------ | ------------ |
| 1 | Kas-Campagnolo        | Espanya      | 107h 52' 16" |
| 2 | La Redoute-Motobécane | França       | + 12' 37"    |
| 3 | Transmallorca-Flavia  | Espanya      | + 30' 05"    |